# Ян Вэньсин
Ян Вэньсин (нем. Wen-Sinn Yang; род. 1965, Берн) — швейцарский виолончелист тайваньского происхождения.
Окончил Цюрихскую консерваторию по классу Клода Штарка, затем совершенствовал своё мастерство в Берлинской высшей школе музыки у Вольфганга Бёттхера. В 1991 году стал победителем Международного конкурса исполнителей в Женеве.
В 1989—2005 гг. концертмейстер виолончелей в Симфоническом оркестре Баварского радио; одновременно преподавал в Саарской высшей школе музыки (1995—1997) и в Консерватории имени Рихарда Штрауса (2002—2004). В 2005 году отказался от оркестровой работы и принял класс виолончели в Мюнхенской высшей школе музыки.
Обширный сольный репертуар Вэньсина включает широкий круг произведений стандартного репертуара (Йозеф Гайдн, Луиджи Боккерини, Роберт Шуман, Антонин Дворжак и многое другое), однако музыкант охотно обращается и к более редким произведениям: среди его записей — Каприсы для виолончели соло Альфредо Пиатти, концерт для виолончели с оркестром Карла Давыдова, два фортепианных трио Леонида Сабанеева (с Михаэлем Шефером и Илоной Тен-Берг), сочинения Людвига Тюйе, Юлиуса Кленгеля. Обращается виолончелист и к современной музыке: им записаны концерт для виолончели с оркестром Неда Рорема и альбом камерной музыки Ариберта Раймана, Вэньсин стал первым исполнителем «Музыки для виолончели с оркестром» Лорина Маазеля (дирижировал автор).